# Amytornis barbatus
El maluro gris (Amytornis barbatus) es una especie de ave paseriforme de la familia Maluridae endémica del interior de Australia.

## Subespecies
- Amytornis barbatus barbatus (Favaloro y McEvey, 1968)
- Amytornis barbatus diamantina (Schodde y Christidis, 1987)[3]